# Kira Lipperheide
Kira Lipperheide (7 febbraio 2000) è una bobbista e velocista tedesca.

## Biografia
Pratica l'atletica leggera nelle discipline veloci a livello nazionale juniores e under 20 e dal 2018 compete anche nel bob come frenatrice per la squadra nazionale tedesca. Debuttò in Coppa Europa nella stagione 2018/19 con la pilota Kim Kalicki. Si distinse inoltre nelle categorie giovanili vincendo due medaglie ai mondiali juniores nel bob a due, di cui una d'oro conquistata a Winterberg 2020 e una di bronzo vinta a Schönau am Königssee 2019; nelle stesse rassegne del 2019 e del 2020 si aggiudicò inoltre l'oro nella speciale classifica riservata alle atlete under 23. Tutte le suddette medaglie sono state conquistate con Kim Kalicki alla guida del bob a due.
Esordì in Coppa del Mondo nella stagione 2018/19, il 19 gennaio 2019 a Innsbruck, occasione in cui colse anche il suo primo podio concludendo la gara di bob a due al secondo posto in coppia con Mariama Jamanka; vinse la sua prima gara il 4 gennaio 2020 a Winterberg nel bob a due con Stephanie Schneider.
Ha preso parte a due edizioni dei campionati mondiali, conquistando due medaglie d'argento nel bob a due ad Altenberg 2020 in coppia con Kim Kalicki, prime campionesse mondiali juniores in carica ad aver vinto una medaglia anche ai mondiali senior nella stessa stagione, e a Sankt Moritz 2023 in coppia con Lisa Buckwitz.

## Palmarès

### Mondiali
- 2 medaglie:
  - 2 argenti (bob a due ad Altenberg 2020; bob a due a Sankt Moritz 2023).

### Mondiali juniores
- 2 medaglie:
  - 1 oro (bob a due a Winterberg 2020);
  - 1 bronzo (bob a due a Schönau am Königssee 2019).

### Mondiali juniores under 23
- 2 medaglie:
  - 2 ori (bob a due a Schönau am Königssee 2019; bob a due a Winterberg 2020).

### Coppa del Mondo
- 3 podi (tutti nel bob a due):
  - 1 vittoria;
  - 2 secondi posti.

#### Coppa del Mondo - vittorie
| Data           | Luogo      | Paese    | Disciplina                             |
| -------------- | ---------- | -------- | -------------------------------------- |
| 4 gennaio 2020 | Winterberg | Germania | a due con Stephanie Schneider (pilota) |

### Circuiti minori

#### Coppa Europa
- 2 podi (nel bob a due):
  - 2 vittorie.